# Eisenbahnsignale in Deutschland

Vor- und Hauptsignale (Formsignale) eines Bahnhofs mit den Signalbegriffen Hp 0 am Haupt- und Vr 0 am Vorsignal

Eisenbahnsignale signalisieren grundsätzlich, ob und in welcher Geschwindigkeit Streckenabschnitte befahren werden dürfen.
Dazu existieren verschiedene Signalarten, die sich grob in Haupt- und Vorsignale sowie Zusatzsignale gliedern lassen.
In Deutschland ist die Eisenbahn-Signalordnung (ESO), in der die Bedeutung der Signale geregelt ist, Teil des Eisenbahnrechts, weil Signale eine hohe Bedeutung für die Betriebssicherheit haben. Die praktische Anwendung wird im Signalbuch beschrieben.
Die vom Signal angezeigte Meldung wird oft auch als Signal, Signalbild oder Signalbegriff bezeichnet.

## Entwicklung

Signalbilder Hauptsignal: Hp 0: Halt, Hp 1: Fahrt, Hp 2: Langsamfahrt
Signalbilder Vorsignal: Vr 0: Halt erwarten, Vr 1: Fahrt erwarten, Vr 2: Langsamfahrt erwarten

Kombinationssignale (Ks)

Nachdem in der Frühzeit der deutschen Eisenbahngeschichte jede Bahngesellschaft ihr eigenes Signalsystem hatte, galt durch die weitreichende Verstaatlichung dieser Gesellschaften ab 1875 in ganz Deutschland eine einheitliche Signalordnung für die Eisenbahnen Deutschlands. Bereits vorher gab es eine umfangreiche Produktion von Eisenbahnsignalen wie etwa 1873 bei der Eisenbahnsignal-Bauanstalt Max Jüdel & Co.
Formsignale mit geometrisch unterschiedlich geformten Tafeln sind auch heute noch vielfach in Gebrauch. Manche Formhauptsignale erlauben neben den Begriffen Halt (Hp 0) und Fahrt (Hp 1) auch den Begriff Langsamfahrt (Hp 2). Formvorsignale zeigen Halt erwarten (Vr 0) Fahrt erwarten (Vr 1) und Langsamfahrt erwarten (Vr 2). Formsignale mit Flügeln wurden anfangs als Semaphore bezeichnet. Nachts wurden diese Signale durch Lichter in unterschiedlichen Farben begleitet: Bis 1907 wurde „Fahrt“ (Hp 1) an einem Hauptsignal mit einem weißen Licht signalisiert, „Halt“ (Hp 0) mit einem roten Licht und Abzweigung / Langsamfahrt (Hp 2) mit einem weißen und einem grünen Licht. Bei Vorsignalen bedeutete das grüne Licht „Halt erwarten“ (Vr 0), ein weißes dagegen „Fahrt erwarten“ (Vr 1). Weißes Licht hatte den Nachteil, dass es leicht mit anderen weißen Lichtquellen verwechselt werden konnte und führte zu einer Reihe von Unfällen. Nach mehreren glimpflich verlaufenen Unfällen wurde die Signalordnung deshalb geändert. Bis 1913 hatten fast alle deutschen Bahnverwaltungen das weiße Licht durch das heute noch gebräuchliche grüne Licht ersetzt, das nicht so leicht verwechselt werden konnte. Einzige Ausnahme blieben die Königlich Bayerischen Staatseisenbahnen, die die Kosten der Umrüstung scheuten. Dort wurde bis 1919 nur eine Strecke nach den neuen Vorschriften ausgestattet und der Eisenbahnunfall von Nannhofen, Bayern, am 17. April 1917, bei dem 30 Menschen starben, war genau auf eine solche Signalverwechslung zurückzuführen. 1925 wurde in Niederschlesien das erste moderne Lichtsignal in Deutschland in Betrieb genommen (Strecke Hirschberg/Riesengebirge–Königszelt).
Ende der 1920er Jahre wurden bei der S-Bahn Berlin Signale eingeführt, die die Signalbegriffe nicht über die Form, sondern ausschließlich über farbige Lichter zeigten. Das so genannte Sv-Signalsystem ist auch heute noch bei der S-Bahn Hamburg im Einsatz. Sv steht dabei für Signalverbindung, denn diese Signale vereinigen Haupt- und Vorsignalfunktion in sich (Mehrabschnittsignal). In Berlin (incl. dem von der Reichsbahn betriebenen Netz in West-Berlin) wurde es seit den 1980er Jahren im Zuge der Fernbahn-Elektrifizierung durch das Hl-System ersetzt, im Westteil und teils auch im Ostteil Berlins wurde es durch das neue Ks-Signalsystem ersetzt.
Für die Vollbahnen zunächst im Bereich der Bundesrepublik bis 1994 und seitdem auch für Deutschland insgesamt enthält gemäß der Eisenbahn-Bau- und Betriebsordnung § 14 die seit 1959 geltende Eisenbahn-Signalordnung (ESO) die Festlegungen für die zu verwendenden Signale. Im Signalbuch der Deutschen Bahn AG (Richtlinie 301) werden die von der DB AG verwendeten Signale aufgeführt.
Basierend auf den Nachtzeichen der Formsignale führte die Deutsche Bundesbahn nach dem Zweiten Weltkrieg die H/V-Lichtsignale ein. Vom Signal Zughalt und Rangierverbot (Hp 00) abgesehen unterschied sich die Zahl der Signalbilder nicht von der der Formsignale.
Die Deutsche Reichsbahn entwickelte das eigenständige Hl-Signalsystem. Hl-Signale sind Mehrabschnittssignale (siehe unten). Hl-Signale signalisieren neben Halt und Fahrt drei Geschwindigkeitsstufen.
Auch die Deutsche Bundesbahn experimentierte mit Mehrabschnittssignalen und installierte auf der Strecke Augsburg – Donauwörth versuchsweise die Sk-Signale. Sie wurden später konzeptionelle Grundlage für die Kombinationssignale (Ks), die seit Mitte der 1990er Jahre bei Neu- und Umbauten in ganz Deutschland aufgestellt werden. Ks-Signale sind mittlerweile auf den meisten Hauptstrecken im Einsatz. In Verbindung mit Geschwindigkeitsanzeigern (Zs 3) und Geschwindigkeitsvoranzeigern (Zs 3v) erlauben sie in 10-km/h-Stufen die zusätzliche Signalisierung maximal erlaubter Geschwindigkeiten.
Da Züge einen vergleichsweise langen Bremsweg haben, ist es für Triebfahrzeugführer wichtig, so früh wie möglich informiert zu werden, ob und mit welcher Geschwindigkeit der nächste Streckenabschnitt befahren werden darf. Aus Kostengründen sollen diese Informationen so einfach vermittelt werden wie möglich. Lichtsignale eröffnen die Möglichkeit, an nur einem Signalträger mit nur einem Lichtpunkt eine Information über zwei Streckenabschnitte zu geben. Zum Vergleich: bei Formsignalen werden dafür zwei eigenständige und damit kostenträchtige mechanische Signale benötigt. Formsignale sind im Allgemeinen zwar nicht störanfälliger als Lichtsignale, aber verursachen durch die Mechanik einen wesentlich höheren Wartungsaufwand.
Die Deutsche Bahn geht von einer mittleren Betriebsdauer zwischen Ausfällen von Signalen (einschließlich ihrer Schnittstelle) von 182.000 Stunden und einer mittleren Ausfallzeit (MDT) von zwei Stunden aus.

## Signalsysteme
Seit Beginn des Eisenbahnzeitalters existierten in Deutschland verschiedenste Signalsysteme, nahezu jede Bahngesellschaft hatte eigene Signale. Seit dem Zusammenschluss zur Deutschen Reichsbahn wurden deutschlandweit einheitliche Signale verwendet.
Dennoch sind oder waren neben dem in den 1920ern entwickelten H/V-System weitere verschiedene Systeme im Einsatz, die lediglich als Betriebsversuche getestet wurden oder auf bestimmte Einsatzbereiche beschränkt waren. Das Ks-System wird auf allen Neu- und Ausbaustrecken installiert und soll zukünftig alle weiteren Signalsysteme in Deutschland ersetzen.
H/V:
Das zur Zeit der Länderbahnen und der Vorkriegs-Reichsbahn entstandene H/V-Signalsystem kennt getrennte Signalbilder bei Haupt- und Vorsignalen. Formsignale existieren in Verbindung mit mechanischen und elektromechanischen Stellwerken in ganz Deutschland. H/V-Lichtsignale, die den Nachtzeichen der Formsignale entsprechen, entwickelten sich im Bereich der ehemaligen Bundesbahn zum Standard, im Gebiet der ehemaligen Reichsbahn kommen sie nur noch vereinzelt vor. Mit der Einführung der Hl-Signale erhielten die H/V-Lichtsignale hier um 100 erhöhte Signalbezeichnungen, die Vorsignale zusätzlich die Abkürzung Vl. H/V-Signale werden beim Bau von elektronischen Stellwerken durch das Ks-System ersetzt. Im Netz der ehemaligen Deutschen Bundesbahn wurden H/V-Lichtsignale auch noch in Verbindung mit frühen elektronischen Stellwerken aufgestellt.
Hl:
Hl-Signale ermöglichen die Mehrabschnittssignalisierung mit identischen Signalbegriffen an Lichthaupt- und -vorsignalen. Sie sind die deutsche Ausführung des gemeinsamen OSŽD-Lichtsignalsystems und wurden im Gebiet der ehemaligen Reichsbahn zur Regelbauart. Sie wurden auch in mechanische und elektromechanische Stellwerke eingebunden. Weil auch die Nachtzeichen nicht mehr identisch waren, wurden für Licht- und Formsignale die unterschiedlichen Abkürzungen Hl sowie Hf und Vf eingeführt. Das Hl-System wird im Zug der Errichtung von elektronischen Stellwerken durch das Ks-System ersetzt.
Sk:
Im Jahr 1977 wurde im Bereich der ehemaligen Bundesbahn auf der Strecke Augsburg–Donauwörth der Probebetrieb des mehrabschnittsbasierten Sk-Systems (Sk für Signalkombination) gestartet. Es konnte sich nicht durchsetzen und wird in Zukunft durch das Ks-System ersetzt (2024 auf einem Abschnitt erfolgt, aber noch nicht durchgängig).
Ks:
Ks-Signale ermöglichen die Mehrabschnittssignalisierung mit Kombinationssignalen (Lichtsignale) und sind neuer gesamtdeutscher Standard. Sie basieren vorwiegend auf einer Zusammenführung vom Sk- und Hl-System. Wie bei Hl-Signalen gibt es auch im Ks-Systen keine unterschiedlichen Signalbegriffe für Haupt- und Vorsignale. Schaltungen für Ks-Signale wurden nur für elektronische Stellwerke entwickelt.
Sv:
Bei den S-Bahnen in Berlin und Hamburg wurden Sv-Signale als Signalverbindungen mit Mehrabschnittssignalisierung verwendet. Im Prinzip gleichen sie dem H/V-System mit bis zu vier im Quadrat angeordneten Lichtpunkten. Dieses Signalsystem gibt es nur noch in Hamburg, die Berliner S-Bahn hat diese Signale durch Ks-Signale ersetzt.
Ho:
Ho-Signale (Hauptsignale ohne Vorsignale) wurden 1949 entworfen, jedoch nie in Betrieb genommen. Sie sollten ohne den Einsatz von Vorsignalen das Freisein von bis zu drei Blockabschnitten an einem Hauptsignal anzeigen können. Die damals gefertigten Ho-Signalschirme wurden jedoch später für die Ma-Signale verwendet.
Ma:
Ma-Signale (Mehrabschnittssignale) wurden als Betriebsversuch in Köln von 1951 bis 1959 erprobt. Das System wurde nicht in die Praxis übernommen, sondern durch das H/V-System ersetzt.
DR-Ma:
Die Signalverbindungen für Fernbahnen wurden 1955 als Selbstblocksignale auf dem Berliner Außenring aufgestellt. Ab 1959 wurden sie als Mehrabschnittssignale (DR-Ma) bezeichnet, 1962 wurden diese durch Hl-Signale nach dem OSShD-Standard abgelöst.
Im Netz der Deutschen Bahn gibt es etwa 262 000 Lichtsignale.

## Signalarten

### Hauptsignale

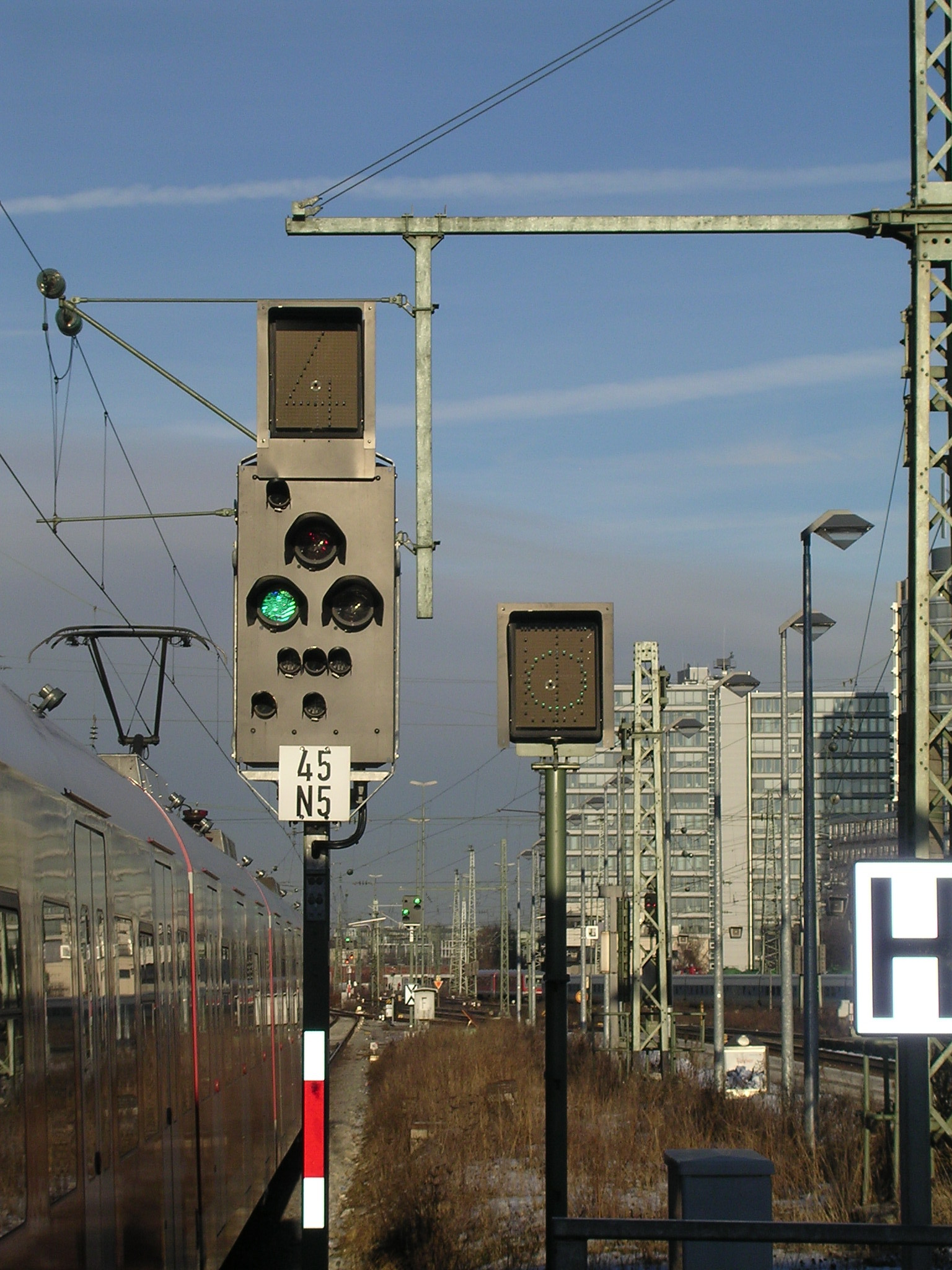
Ks-Signal am Bahnhof München Ost

Hauptsignale (Hp) zeigen an, ob ein Zug in den nachfolgenden Streckenabschnitt einfahren darf oder nicht. Sie werden in Einfahr-, Zwischen- und Ausfahrsignalen in Bahnhöfen, Blocksignalen auf freier Strecke, die eine dichtere Zugfolge erlauben, und Deckungssignalen vor Gefahrenstellen unterteilt.
Hauptsignale des inzwischen veralteten H/V-Systems können bis zu drei Signalbilder anzeigen:
Hp 0 (Halt)
Vor dem Hauptsignal muss angehalten werden. Der nachfolgende Blockabschnitt ist besetzt, eine weiterführende Fahrstraße ist nicht eingestellt und festgelegt oder die Fahrt endet. Soll die Fahrt trotzdem fortgesetzt werden, dann sind für die Weiterfahrt gesonderte Maßnahmen zu ergreifen (Befehl, Zusatzsignale usw.).
Hp 1 (Fahrt)
Am Hauptsignal kann mit der gemäß Buchfahrplan zulässigen Streckengeschwindigkeit vorbeigefahren werden.
Hp 2 (Langsamfahrt)
Am Hauptsignal darf vorbeigefahren werden; die zulässige Höchstgeschwindigkeit beträgt im anschließenden Weichenbereich 40 km/h, sofern im Buchfahrplan, Befehl oder durch einen Geschwindigkeitsanzeiger keine andere Geschwindigkeit angegeben ist. Ist das Befahren des nachfolgenden Weichenbereichs mit mindestens 70 km/h möglich, wird jedoch Hp 1 angezeigt.
Hauptsignale im H/V-System sind Form- oder Lichtsignale. H/V-Lichtsignale gibt es nur im Netz der ehemaligen Deutschen Bundesbahn. Das Tagzeichen eines Formsignals besteht aus einem oder zwei Signalflügeln, das Nachtzeichen aus einem oder zwei Lichtpunkten. Die Lichtsignale des H/V-Systems entsprechen den Nachtzeichen der Formsignale.
Hl- und Ks-Signale ermöglichen eine deutlich flexiblere Signalisierung mit ausgefeilter signalisierbaren Geschwindigkeiten bei weniger Lichtpunkten. In beiden Signalsystemen gibt es keine besonderen Vorsignalbegriffe.
Formhauptsignale können die Signalbilder Hp 0 (ein Flügel waagerecht nach rechts, nachts ein rotes Licht), Hp 1 (ein Flügel schräg nach rechts aufwärts, nachts ein grünes Licht) und/oder Hp 2 (zwei Flügel schräg nach rechts aufwärts, nachts ein grünes Licht und darunter ein gelbes Licht) zeigen. Lichthauptsignale im H/V-System können die Signalbilder Hp 0 (rotes Licht), Hp 1 (grünes Licht) und Hp 2 (grünes Licht, senkrecht darunter ein gelbes Licht) zeigen. Es gibt auch Hauptsignale, die keinen Fahrtbegriff anzeigen können, genannt fahrtbegrifflose Hauptsignale (auch Zielsignale oder Blindsignale). Sie markieren die Stelle, wo eine Zugfahrt stets endet, jedoch ein Schutzsignal (Sh 2) nicht auffällig genug ist, um dies zu signalisieren.
Die Masten der Formhauptsignale sind zur besseren Erkennbarkeit mit rot-weiß gestreiften Mastblechen ausgerüstet. Diese haben keine fahrdienstliche Bedeutung. Lichthauptsignale sind durch Mastschilder gekennzeichnet, die das Verhalten des Triebfahrzeugführers bei Halt zeigendem oder gestörtem Signal regeln.
Sk- und Ks-Hauptsignale mit Vorsignalfunktion sind mit einem Vorsignalmastschild gekennzeichnet. Seit 2007 werden auch Hl-Hauptsignale mit Vorsignalisierung mit solchen Vorsignalmastschildern ausgestattet.

### Vorsignale

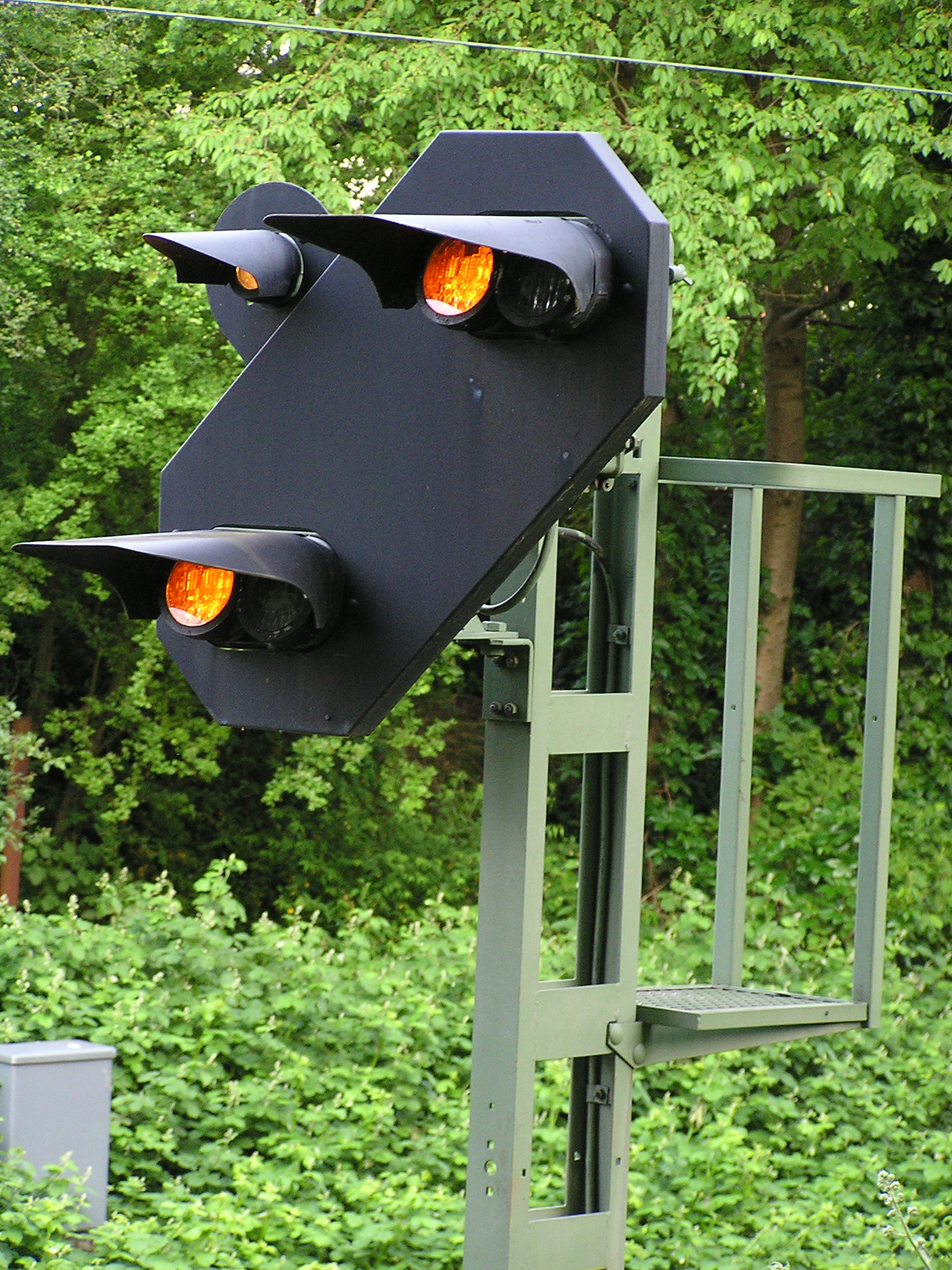
H/V-Vorsignal im um mehr als 5 % verkürztem Bremswegabstand oder Vorsignalwiederholer mit Signalbild Vr 0 Halt erwarten

Ein Vorsignal kündigt das Signalbild an, das am zugehörigen Hauptsignal zu erwarten ist. In besonderen Fällen kann es auch ein haltzeigendes Sperr- oder Schutzsignal (Sh 0/Hp 0, Sh 2 oder Ne 5) ankündigen. Besondere Signalbegriffe für Vorsignale gibt es nur im H/V-Signalsystem.
Das angekündigte Signal folgt in der Regel im Abstand des Bremsweges. Der Bremsweg kann je nach Strecke unterschiedlich sein, er beträgt auf Hauptbahnen generell 1000 Meter, auf Nebenbahnen auch 700 oder 400 Meter. Ein um mehr als 5 % verkürzter Bremsweg wird am Vorsignal besonders angezeigt. Praktisch können die Abstände zwischen Haupt- und Vorsignalen oder zwischen Hauptsignalen deutlich größer sein. Auf Strecken mit einer Streckengeschwindigkeit von 160 km/h wird bei Stellwerksneubauten ein Vorsignalabstand von 1300 m realisiert.
Kann die vorgeschriebene Sichtbarkeit auf ein Hauptsignal (abhängig von der zugelassenen Streckengeschwindigkeit bis 500 m) nicht hergestellt werden oder besteht die Gefahr von Signalverwechslungen durch Überschneidungen von Sichtachsen bei parallel im Bogen verlaufenden Gleisen, so wird das Signalbild des Vorsignals einmal oder mehrmals durch Vorsignalwiederholer wiederholt. Der Standort des Vorsignalwiederholers ist dabei so zu wählen, dass er von dem Punkt an sichtbar ist, von dem aus sonst das zugehörige Hauptsignal zu sehen sein müsste. Vorsignalwiederholer sind stets Lichtsignale. Durch Wiederholung des Vorsignalbilds wird auch unnötiges Abbremsen des Zuges verhindert, wenn Halt angekündigt war und das Hauptsignal inzwischen in Fahrtstellung gekommen ist. Liegt zwischen Vorsignal und Hauptsignal ein Halteplatz, so unterrichtet ein Vorsignalwiederholer am Bahnsteigende den Triebfahrzeugführer auch während des Haltes über die Stellung des Hauptsignals, sofern dies von dort nicht einsehbar ist.
Vor- und Hauptsignale müssen nicht zum selben Signalsystem gehören. Insbesondere im Netz der ehemaligen Deutschen Reichsbahn wurde viele Formvorsignale durch Hl-Lichtvorsignale ersetzt. Ein Übergang zwischen Hl- und Ks- sowie H/V-Licht- und Ks-System und umgekehrt kann zwischen Vor- und Hauptsignal oder einem Hauptsignal mit Vorsignalisierung und dem folgenden Hauptsignal liegen. Eine Vorsignalisierung zwischen H/V-Lichtsignalen und Hl-Signalen ist wegen der äußerlich gleichen Signalbegriffe Hl 3a und Hp 2 sowie Vr 2 mit unterschiedlicher Bedeutung jedoch nicht zulässig.
Bei einfachen Verhältnissen (beispielsweise auf Nebenbahnen) kann anstelle eines Vorsignals nur eine Vorsignaltafel – im Gebiet der ehemaligen Reichsbahn bis auf weiteres auch eine Kreuztafel – aufgestellt sein. Sie entsprechen quasi einem Vorsignal in Warnstellung. Trapeztafeln als Ersatz für fehlende Einfahrsignale am Gegengleis werden ebenfalls durch alleinstehende Vorsignaltafeln angekündigt.

### Andere Signale

Hinweistafel auf Zp-9-Bedienstelle 301.9001 6 – kein Signal, sondern ein Orientierungszeichen

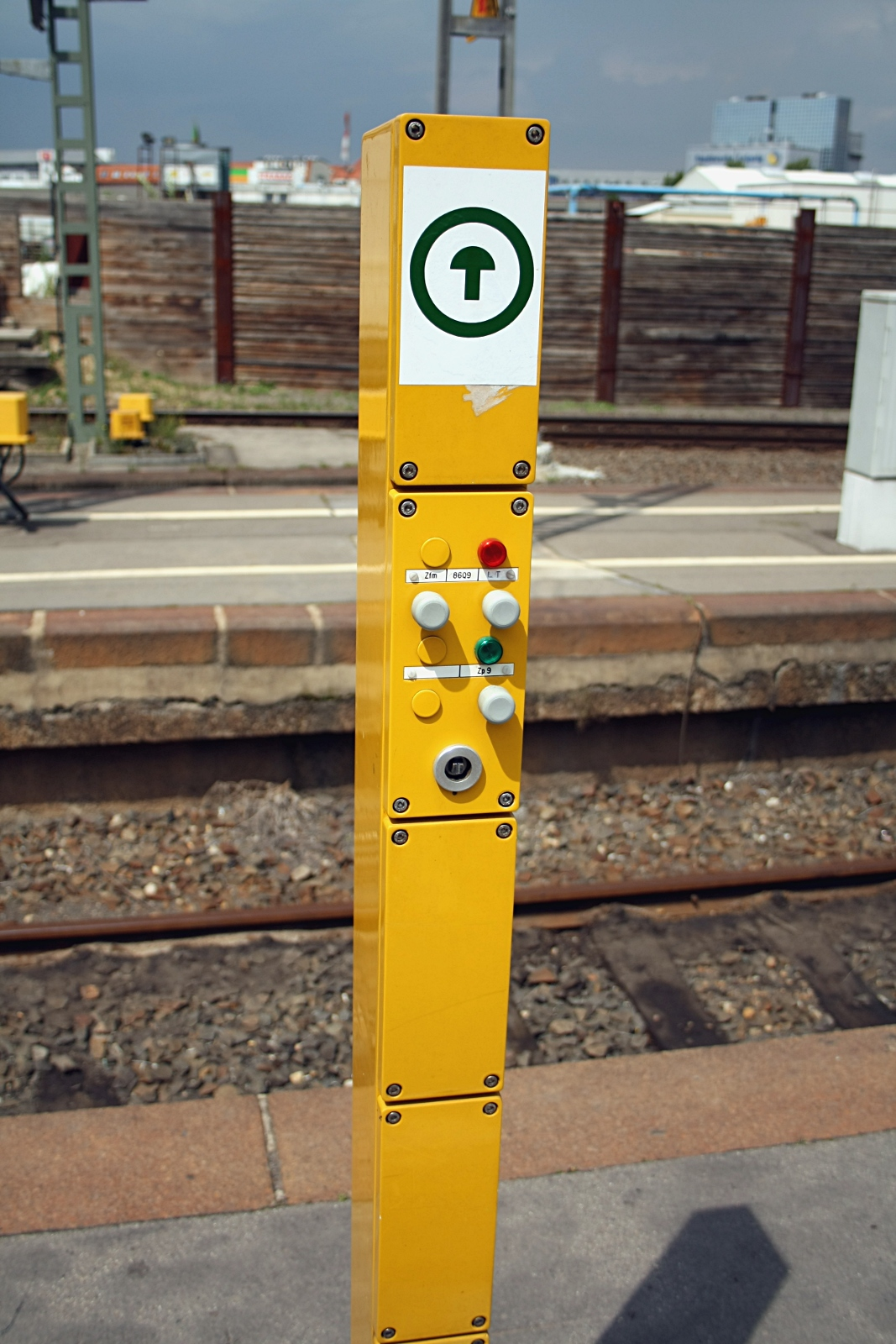
Bediensäule für das Zugpersonal mit Einschalttaste für Signal Zp 9

- Zusatzsignale (Zs) vermitteln dem Triebfahrzeugführer zusätzliche Informationen über die vor ihm liegende Strecke, die durch Hauptsignale allein nicht ausgedrückt werden können. Ortsfeste Zusatzsignale sind dabei meist am Mast eines Haupt- oder Vorsignals angebracht.

Als sehr häufige Zusatzsignale treten die Geschwindigkeitsanzeiger auf, die die zulässige Geschwindigkeit für einen Streckenabschnitt entgegen dem Buchfahrplan angeben. Es gibt außerdem Zusatzsignale für Sondersituationen, die die Vorbeifahrt an Halt zeigenden oder gestörten Hauptsignalen erlauben oder das Befahren des Gegengleises beauftragen.
- Langsamfahrsignale (Lf) stehen an Streckenabschnitten, an denen die zulässige Geschwindigkeit dauernd oder vorübergehend (z. B. wegen Schäden oder Bauarbeiten) herabgesetzt ist.
- Schutzsignale (Sh) geben Halte- oder Fahraufträge. Dies können sowohl ortsfeste Signale sein, sie können aber z. B. bei Gefahr auch per Signalfahne, Laterne oder Horn gegeben werden. Historisch[5] wurden auch auf den Schienen ausgelegte Knallkapseln verwendet.
- In die Gruppe der Nebensignale (Ne) bzw. sonstigen Signale (So) wurden alle Signale eingeordnet, die sich keiner anderen Gruppe zuordnen lassen. Sie geben beispielsweise an, in welchem Abstand ein Vorsignal zu erwarten ist, wo ein Zug im Bahnhof halten soll, wenn ein Hauptsignal nicht rechts neben oder über dem Gleis steht oder welches Vorsignal wirklich ein Vorsignal ist und welches nur ein Vorsignalwiederholer. Die Überwachungssignale von Rückfallweichen gehören ebenfalls zu dieser Gruppe. Bei der Harmonisierung der Signalbücher wurden einige So-Signale aus dem Signalbuch der Deutschen Reichsbahn anderen Signalgruppen zugeordnet (beispielsweise Signalen für Bahnübergänge); andere wurden umbenannt und damit in ihrer Bezeichnung vereinheitlicht.
- Für Rangierfahrten gelten gesonderte Vorschriften und Signale für den Rangierdienst (Ra) die teilweise ortsfest sind, teilweise vom Rangierleiter an den Führer der Rangierlok gegeben werden.
- Weichensignale (Wn) gab es früher an fast jeder Weiche, sind heute aber zunehmend seltener geworden. Dies liegt daran, dass mit der Errichtung von Relaisstellwerken  Rangierfahrstraßen eingeführt wurden.
- Signale für das Zugpersonal (Zp) sind beispielsweise der Abfahrauftrag und Bremsprobesignale.
- Fahrleitungssignale (El) kennzeichnen Abschnitte, die von elektrischen Triebfahrzeugen nur mit ausgeschaltetem Hauptschalter oder abgezogenem Stromabnehmer durchfahren werden dürfen. Auch Systemtrennstellen und das Ende der Fahrleitung wird mit diesen Signalen angekündigt.
- Zu den Signalen an Zügen (Zg) und Signalen an einzelnen Fahrzeugen (Fz) gehören die Kennzeichnung der Spitze und des Schlusses eines Zuges, die Kennzeichnung einer Rangierlokomotive und die Kennzeichnung abgestellter, aber mit Personal besetzter Wagen.
- Signale für Bahnübergänge (Bü, Pf) zeigen dem Triebfahrzeugführer u. a. an, ob ein Bahnübergang gesichert ist, wo der Einschaltpunkt der Sicherungseinrichtungen ist oder wo er ein Pfeifsignal geben muss.
- Rottenwarnsignale (Ro) gelten für im Gleis oder in Gleisnähe beschäftigte Personen und geben Anweisungen zum Verhalten bei Annäherung von Fahrzeugen. Ro-Signale sind akustische Signale, die mit dem Mehrklanghorn gegeben werden.
- Signale für Schiebelokomotiven und Sperrfahrten (Ts), in der Praxis existiert aus dieser Gruppe nur noch das Signal Ts 1, Nachschieben einstellen.